# LQ Andromedae
LQ Andromedae eller HD 224559, är en variabel stjärna belägen i den mellersta delen av stjärnbilden Andromeda. Den har en högsta skenbar magnitud av ca 6,5 och kräver åtminstone en handkikare för att kunna observeras. Baserat på parallax enligt Gaia Data Release 2 på ca 2,42 mas beräknas den befinna sig på ett avstånd av ca 1 350 ljusår (ca  414 parsec) från solen. Den rör sig närmare solen med en heliocentrisk radialhastighet av ca -51 km/s. Stjärnans skenbara magnitud varierar mellan 6,50 och 6,66 med en period av ca 7,44 timmar.

## Observation

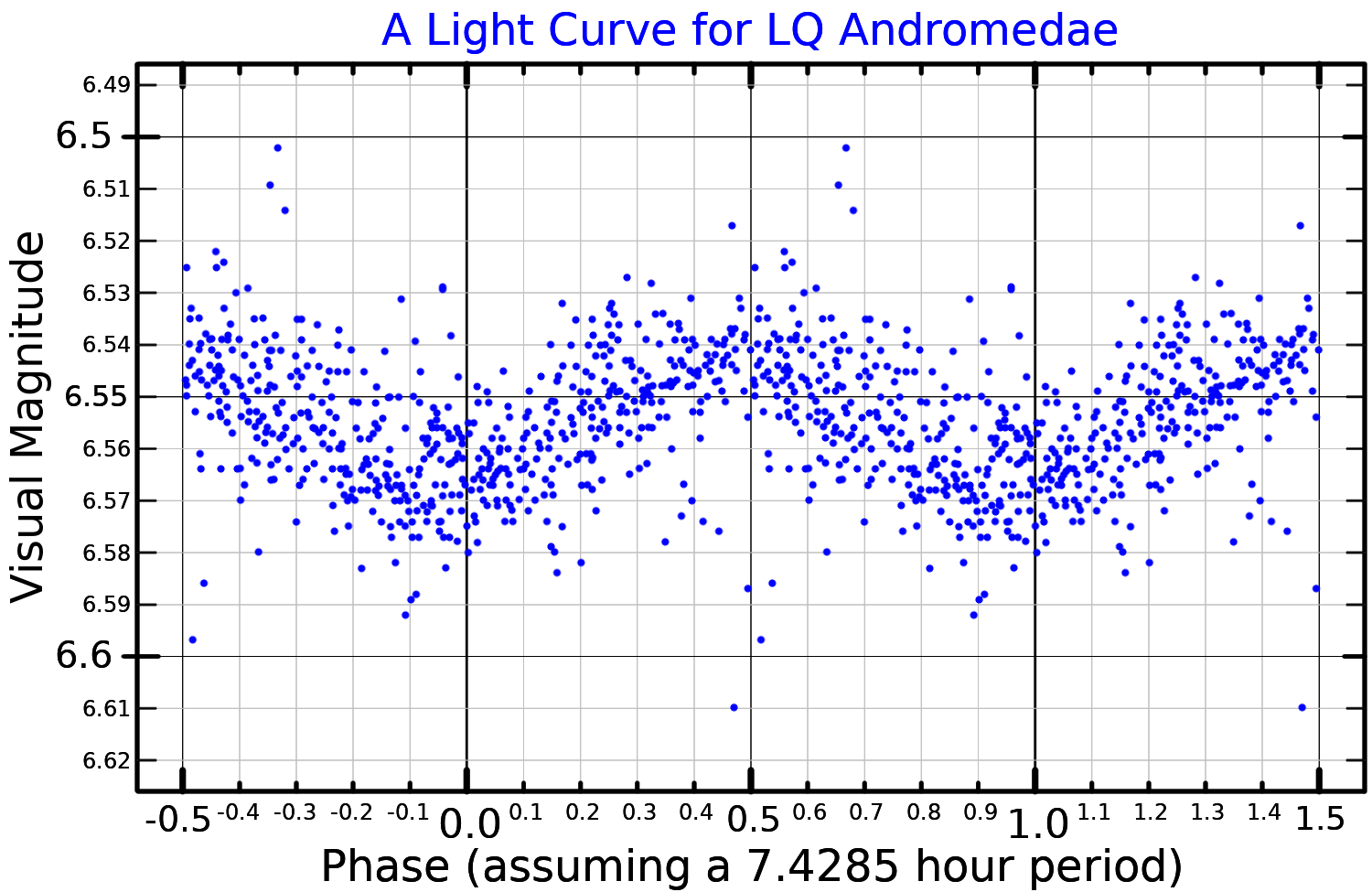
Ljuskurva i visuella bandet för LQ Andromedae, anpassad från Harmanec et al. (1991).

Stjärnans spektralklass är B4 Ven, så den är en huvudseriestjärna som uppvisar emissionslinjer och breddade absorptionslinjer som ett resultat av den snabba projicerade rotationshastigheten på 300 km/s (vinkeln mellan rotationsaxeln och vår siktlinje har uppskattats till ett värde på 72°). Detta leder till klassificeringen av stjärnan som en Be-stjärna. Ytterligare bevis är kompatibiliteten mellan rotations- och luminositetsvariabilitetsperioderna.

## Egenskaper
LQ Andromedae är en blå till vit stjärna i huvudserien av spektralklass B4 Ven. Den har en massa av ca 7 solmassor, en radie av ca 5 solradier och utsänder energi från dess fotosfär motsvarande ca 2 600 gånger solen vid en effektiv temperatur av ca 17 300 K.
LQ Andromedae är också en spektroskopisk dubbelstjärna med en omloppsperiod på 7,413 dygn. Inte mycket är känt om följeslagaren, men den är troligen en stjärna med låg massa (M <0,5 solmassa). En omgivande stoftskiva finns också i systemet.